# San Colombano Certenoli
San Colombano Certenoli là một đô thị ở tỉnh Genova thuộc vùng Liguria, nằm ở vị trí cách khoảng 30 km về phía đông của Genova. Tại thời điểm ngày 31 tháng 12 năm 2004, đô thị này có dân số 2.469 người và diện tích là 41,3 km².
Đô thị San Colombano Certenoli có các frazioni (đơn vị cấp dưới, chủ yếu là thôn làng) Aveggio, Certenoli, San Colombano, San Martino del Monte, Camposasco, Romaggi, Cichero, Baranzuolo, và Celesia.
San Colombano Certenoli giáp các đô thị sau: Borzonasca, Carasco, Coreglia Ligure, Leivi, Mezzanego, Orero, Rapallo, Rezzoaglio, Zoagli.